# Nederland op het Eurovisiesongfestival 1994
Nederland nam deel aan het Eurovisiesongfestival 1994 in de Ierse hoofdstad Dublin. Het was de 37ste deelname van het land op het Eurovisiesongfestival. De NOS was verantwoordelijk voor de Nederlandse bijdrage.

## Selectieprocedure
Willeke Alberti werd intern gekozen om Nederland te vertegenwoordigen op het Eurovisiesongfestival. Haar lied werd gekozen via het Nationaal Songfestival, dat op 26 maart 1994 gehouden werd in het AT&T Danstheater in Den Haag. De show werd gepresenteerd door Paul de Leeuw.
Acht liedjes namen deel aan deze finale, die allemaal werden gezongen door Alberti. Het winnende lied werd gekozen door de 12 provinciale jury's.
| Volgorde | Lied              | Punten | Plaats |
| -------- | ----------------- | ------ | ------ |
| 1        | Zonder jou        | 56     | 4      |
| 2        | Champagne         | 47     | 6=     |
| 3        | Dromen            | 55     | 5      |
| 4        | Laat ons dansen   | 37     | 8      |
| 5        | Tussen jou en mij | 57     | 3      |
| 6        | Zomaar een dag    | 78     | 2      |
| 7        | Déjà vu           | 47     | 6=     |
| 8        | Waar is de zon    | 91     | 1      |

## In Ierland
Nederland moest tijdens het Eurovisiesongfestival als 13de van 25 landen aantreden, na Malta en voor Duitsland. Op het einde van de puntentelling bleek dat Willeke Alberti op de 23ste plaats was geëindigd met een totaal van 4 punten. Deze waren alle vier afkomstig van Oostenrijk.

### Gekregen punten
| 12 punten | 10 punten    | 8 punten | 7 punten | 6 punten |
| --------- | ------------ | -------- | -------- | -------- |
|           |              |          |          |          |
| 5 punten  | 4 punten     | 3 punten | 2 punten | 1 punt   |
|           | - Oostenrijk |          |          |          |

### Punten gegeven door Nederland
Punten gegeven in de finale:
| 12 punten | Ierland             |
| 10 punten | Hongarije           |
| 8 punten  | Polen               |
| 7 punten  | Noorwegen           |
| 6 punten  | Zweden              |
| 5 punten  | Rusland             |
| 4 punten  | Duitsland           |
| 3 punten  | Portugal            |
| 2 punten  | Verenigd Koninkrijk |
| 1 punt    | Malta               |

1956 · 1957 · 1958 · 1959 · 1960 · 1961 · 1962 · 1963 · 1964 · 1965 · 1966 · 1967 · 1968 · 1969 · 1970 · 1971 · 1972 · 1973 · 1974 · 1975 · 1976 · 1977 · 1978 · 1979 · 1980 · 1981 · 1982 · 1983 · 1984 · 1985 · 1986 · 1987 · 1988 · 1989 · 1990 · 1991 · 1992 · 1993 · 1994 · 1995 · 1996 · 1997 · 1998 · 1999 · 2000 · 2001 · 2002 · 2003 · 2004 · 2005 · 2006 · 2007 · 2008 · 2009 · 2010 · 2011 · 2012 · 2013 · 2014 · 2015 · 2016 · 2017 · 2018 · 2019 · 2020 · 2021 · 2022 · 2023 · 2024 · 2025